# Panarecord
La Panarecord è stata una casa editrice e casa discografica italiana, attiva a partire dalla seconda metà degli anni settanta fino al 1989 nel campo della distribuzione di prodotti audio (dischi, cassette, CD), e dall'inizio degli anni ottanta anche nel settore dell'home video. Assorbita nel 1990 da RCS, è oggi un marchio pressoché non utilizzato.

## Storia
L'etichetta, nata come Panarecord Dischi, era stata fondata - assieme a tre soci (fra cui Mario Paroletti, direttore vendite della Messaggerie Musicali) - da Sergio De Gennaro (Roma 1931-2009). Questi, già dipendente dal 1952 al 1959 della divisione sistemi meccanizzati di contabilità di Olivetti, dove lavorerà con Giuseppe Ornato, con quest'ultimo, futuro vice presidente della RCA Italiana, entrerà in RCA per restarvi sette anni, sino al 1966. Nel 1966 sarebbe diventato responsabile vendite delle Messaggerie Musicali, distributrice della CBS Italiana e della CGD, diventandone direttore generale nel 1969 e restando fino al 1977. La sede della Panarecord, fondata nel 1978, era a Milano, in via Cimarosa 4 e, successivamente, in Corso Venezia 40.

### L'attività discografica e le etichette (1978-1989)
Inizialmente curò la distribuzione di artisti che avevano la loro etichetta (come Peppino di Capri) già legati alle Messaggerie. Parallelamente, grazie alla rete di conoscenze e commerciale sviluppata dal fondatore, l'azienda mise sotto contratto artisti di altro genere, come Rosanna Fratello o Domenico Modugno.
Nei primi anni di attività, si appoggiò per le distribuzioni alla Dischi Ricordi, sviluppando contestualmente un percorso proprio, concepito studiando le nuove esigenze del mercato italiano, di musica internazionale, e le difficoltà, sia da parte delle etichette straniere, sia di quelle italiane minori (nonché dei produttori indipendenti) di trovare sbocchi per produrre nuovi artisti e promuoverli sul mercato.
Decise pertanto di offrire a produttori indipendenti e alle etichette servizi di distribuzione, promozione, consulenza tecnica e legale, e soprattutto vendita, limitando al massimo l'attività di produzione di dischi in proprio; anche l'attività di scouting, che si intendeva proseguire, avrebbe semplicemente mediato fra artista ed etichetta o produttore, senza concorrenza o produzione da parte della Panarecord.
Nel 1978, le etichette che avevano ceduto alla Panarecord l'intera distribuzione e vendita erano Futura, Feeling e Fantasia. Gli uffici erano ancora in via Cimarosa. Il problema, all'epoca, era quello della scarsità di negozi - circa 500 in tutto il paese - dedicati a vendere solo musica; dischi e nastri si trovavano nei grandi magazzini e in numerosi piccoli negozi (circa 6000), senza staff dedicato a seguire il cliente nella scelta.
L'amministrazione riuscì, da una parte, ad acquisire la licenza per l'Italia di un numero sempre maggiore di artisti come - nel corso degli anni - gli Imagination, Samantha Fox e Ricky Martin, agendo anche come rappresentante per l'Italia di interi cataloghi di etichette diverse, come nel caso della Shirak Records. Nel 1981, aveva acquisito i cataloghi della Salsoul (etichetta statunitense) e della Red Bus and Aura (inglese). Si dedicò anche alla ristampa e distribuzione di dischi altrimenti destinati a sparire; nel settore della musica progressive, ad esempio, ristampò, con copertina diversa, nel 1980, l'album Seduto sull'alba a guardare pubblicato nel 1974 da Salis, uno dei primi LP quadrifonici italiani, inciso dal gruppo composto dai fratelli Antonio e Francesco Salis, e suonato anche da Dario Baldan Bembo. Prodotto dalla La Strega Records di Cagliari, il disco ebbe nuova diffusione con la distribuzione nazionale di Panarecord.
Per questo, creò proprie sottoetichette (Edizioni Panamusic, Panamusic S.r.l., Panarecord, Promopana, Master Dee Jay, Musix Records, Neon Records, Sauvage Musique, Symbol, eccetera). La sede, nel frattempo, era stata spostata in Corso Venezia 40.
Dall'altra parte, l'azienda si dedicò ad attività di scouting e promozione di artisti privi di contratto. A tal fine, utilizzò essenzialmente due etichette. La prima, fondata nel 1979, fu la F1 Team, marchio specializzato in disco music, e utilizzato fino alla prima metà degli anni ottanta. Nel 1983, Roberto Gasparini - nel frattempo entrato nel gruppo dirigente -  fece conflluire nel portafoglio aziendale la propria Merak Music, che sarebbe rimasta attiva fino alla prima decina degli anni 2000, sopravvivendo alla chiusura della casa madre.
L'arrivo del CD causò una prima crisi all'interno della Panarecord. Nel 1989, RCS editori entrò nel capitale sociale acquisendone il 20%, e il settore musicale e discografico fu dismesso.

### Il mercato dell'home video e l'acquisizione da parte di RCS (1983- 1999)
Dal 1983 al fondatore De Gennaro si affiancò anche Carlo Nasi, e l'azienda ampliò la sua attività all'allora emergente e promettente settore dell'home video. Così, nel 1985, divenne distributrice per il mercato italiano di film e cartoni animati prodotti da MGM/UA, accordandosi poi, nel 1986, anche con CBS/Fox Video. A tali accordi si sarebbero poi aggiunti 20th Century Fox, Hanna-Barbera e Turner Pictures, con una serie di contratti che sarebbero stati rinnovati fino alla fine del 1999. Il logo della Panarecord Home Video era costituito dalla stilizzazione di una lettera maiuscola Q dorata, che sovrastava una pellicola sempre dorata, contenente la scritta "Panarecord" in carattere stampatello.
Negli anni ottanta, nonostante il progressivo calo di investimenti nel settore discografico, vi era ancora l'idea di recuperare la missione iniziale della Panarecord. I mutamenti azionari, però, comportarono un definitivo mutamento di strategia, e il settore audio fu definitivamente abbandonato. Nel 1990, la RCS Editori divenne azionista di maggioranza, acquisendo dai precedenti azionisti (due fiduciarie, San Marino Investimenti e Unione Fiduciaria, e tre persone fisiche, Liliana Perna, Aldo Conz e Sergio De Gennaro) il 70% delle quote. A partire dagli anni novanta, entrò nel settore della distribuzione pubblicitaria. 
Con il subentro, a cui seguì l'acquisizione del 100% delle azioni e - nel 1992 - la fusione mediante incorporazione da parte della R.C.S. Home Video S.r.l., Panarecord si trasformò in un marchio, parte di una galassia costituita da una miriade di altre etichette video fra cui Prime Video S.p.a., Vivivideo S.p.a. e Mach 3 Video. Il marchio Panarecord venne utilizzato sempre meno, fino ad essere pressoché dismesso alla fine degli anni '90, con la scadenza delle ultime licenze, peraltro inutilizzate. Infatti, Panarecord deteneva sul suo catalogo audio e video soltanto i diritti di pubblicazione sugli oramai obsoleti supporti di disco 33/45, musicassetta e VHS, e le riedizioni in CD e DVD venivano quindi stampate e distribuite da aziende diverse.
Il marchio Panarecord e le sue sottoetichette sono utilizzate raramente per alcune riedizioni, in base a quanto previsto dal sistema della proprietà intellettuale e del diritto d'autore dei diversi brani o film.

## Film
Numerosi sono stati i film che, trasformati in formato PAL, sono stati distribuiti; oltre a film noti, e successivamente distribuiti anche da altre aziende (quali, ad esempio, 2001 Odissea nello Spazio) anche titoli horror sci-fi di cassetta, quali Contagio 1992di Nathan J.White, o opere, per diverse ragioni, rimaste di nicchia, quali L'ultimo round di James Lemmo, Uranus di Claude Berri, Claudia di Anwar Kawadri che, a causa delle vendite non eccessive, sono rimaste non ristampate su DVD per molti anni, o non più ristampate. 

## Dischi
La datazione qui riportata si basa sull'etichetta del disco o sulla copertina; qualora nessuno di questi elementi abbia una datazione, è basata sulla numerazione del catalogo; talora è, infine, basata sul codice della matrice di stampa. Se esistenti, sono riportati, oltre all'anno, il mese e il giorno (quest'ultimo dato si trova, a volte, stampato sul vinile).

### 33 giri
| Numero di catalogo | Anno | Interprete               | Titoli                          |
| ------------------ | ---- | ------------------------ | ------------------------------- |
| ES 41012           | 1978 | Graziella Caly           | In riva agli occhi di una donna |
| F1 Team, LP 3354   | 1982 | Il Giardino dei Semplici | ...E amiamoci                   |
| F1 Team, LP 33304  | 1983 | Il Giardino dei Semplici | Giallo                          |
| 33311              | 1984 | Domenico Modugno         | Pazzo amore                     |
| 33328              | 1984 | Alberto Radius           | Elena e il gatto                |

### 45 giri
| Numero di catalogo | Anno | Interprete       | Titoli                                       |
| ------------------ | ---- | ---------------- | -------------------------------------------- |
| P 7329             | 1984 | Rosanna Fratello | La carovana/Sola                             |
| P 7332             | 1984 | Domenico Modugno | Pazzo amore/Nel blu dipinto di blu (Volare)  |
| P 7357             | 1984 | Marco Bonino     | Summer song/Since when I love you            |
| P 7370             | 1986 | Clad             | Song Of Arabia/Song Of Arabia (Instrumental) |